# 电磁波

可見光譜只佔有寬廣的電磁波譜的一小部分。

電磁波（英文：Electromagnetic wave）是指同相振盪且互相垂直的電場與磁場，是一種非機械波，在空間中以波的形式傳遞能量和動量，其傳播方向垂直於電場與磁場的振盪方向。
電磁波不需要依靠介質進行傳播，在真空中其傳播速度为光速。電磁波可按照頻率分類，從低頻率到高頻率，主要包括無線電波、兆赫輻射、微波、紅外線、可見光、紫外線、X射線和伽馬射線。人眼可接收到的電磁波，波長大約在380至780nm之間，稱為可見光。

## 發現歷史

詹姆斯·馬克士威

在可見光波長以外的電磁輻射被發現於19世紀初期。紅外線輻射的發現歸因於天文學家威廉·赫歇爾，他於1800年在倫敦皇家學會發表了他的成果。
電磁波首先由詹姆斯·馬克士威於1865年預測出來，而後由德国物理学家海因里希·赫兹於1887年至1888年間在实验中证实存在。馬克士威推導出電磁波方程式，一種波動方程式，這清楚地顯示出電場和磁場的波動本質。因為電磁波方程式預測的電磁波速度與光速的測量值相等，馬克士威推論光波也是電磁波:283。無線電波被海因里希·赫兹在1887年第一個刻意產生，使用電路計算出比可見光低得多的頻率上產生振盪，随之產生了由麥克斯韋方程所建議的振盪電荷和電流。赫茲還開發檢測這些電波的方法，並產生和特徵化这些後來被稱為無線電波和微波。:286,7
威廉·倫琴發現並命名了X射線。 在1895年11月8日的應用於真空管上的高電壓試驗後，他注意到在附近的鍍膜玻璃板的熒光。在一個月內，他發現了X射線的主要性質。:307

## 概念

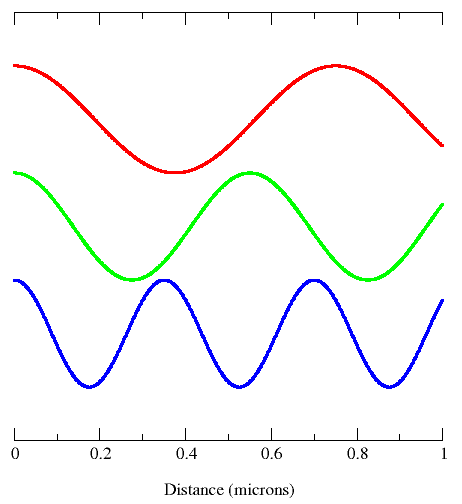
三種不同的電磁波波模 (mode)（藍、綠、紅），x-軸長度尺度是微米。

電動力學專門研究電磁波的物理行為，是電磁學的分支。在電動力學裏，根據馬克士威方程組，隨著時間變化的電場產生了磁場，反之亦然。因此，一個振盪中的電場會產生振盪的磁場，而一個振盪中的磁場又會產生振盪的電場，這樣子，這些連續不斷同相振盪的電場和磁場共同地形成了電磁波:326:894-897。
電場，磁場都遵守疊加原理。:9因為電場和磁場都是向量場，所有的電場向量和磁場向量都適合做向量加運算。例如，一個行進電磁波，入射於一個介質，會引起介質內的電子振盪，因而使得它們自己也發射電磁波，因而造成折射或繞射等等現象:959-968。
在非線性介質內（例如，某些晶體），電磁波會與電場或磁場產生交互作用，這包括法拉第效應:366-368、克爾效應等等。
當電磁波從一種介質入射於另一種介質時，假若兩種介質的折射率不相等，則會產生折射現象，電磁波的方向和速度會改變。斯涅爾定律專門描述折射的物理行為:388。

光通過三棱镜后，因色散造成不同顏色折射至不同的角度，讓白光形成可见光谱。

假設，由很多不同頻率的電磁波組成的光波，從空氣入射於稜鏡。而因為菱鏡內的材料的折射率跟電磁波的頻率有關，會產生色散現象：光波會色散成一組可觀察到的電磁波譜:398-405。

### 波動理論

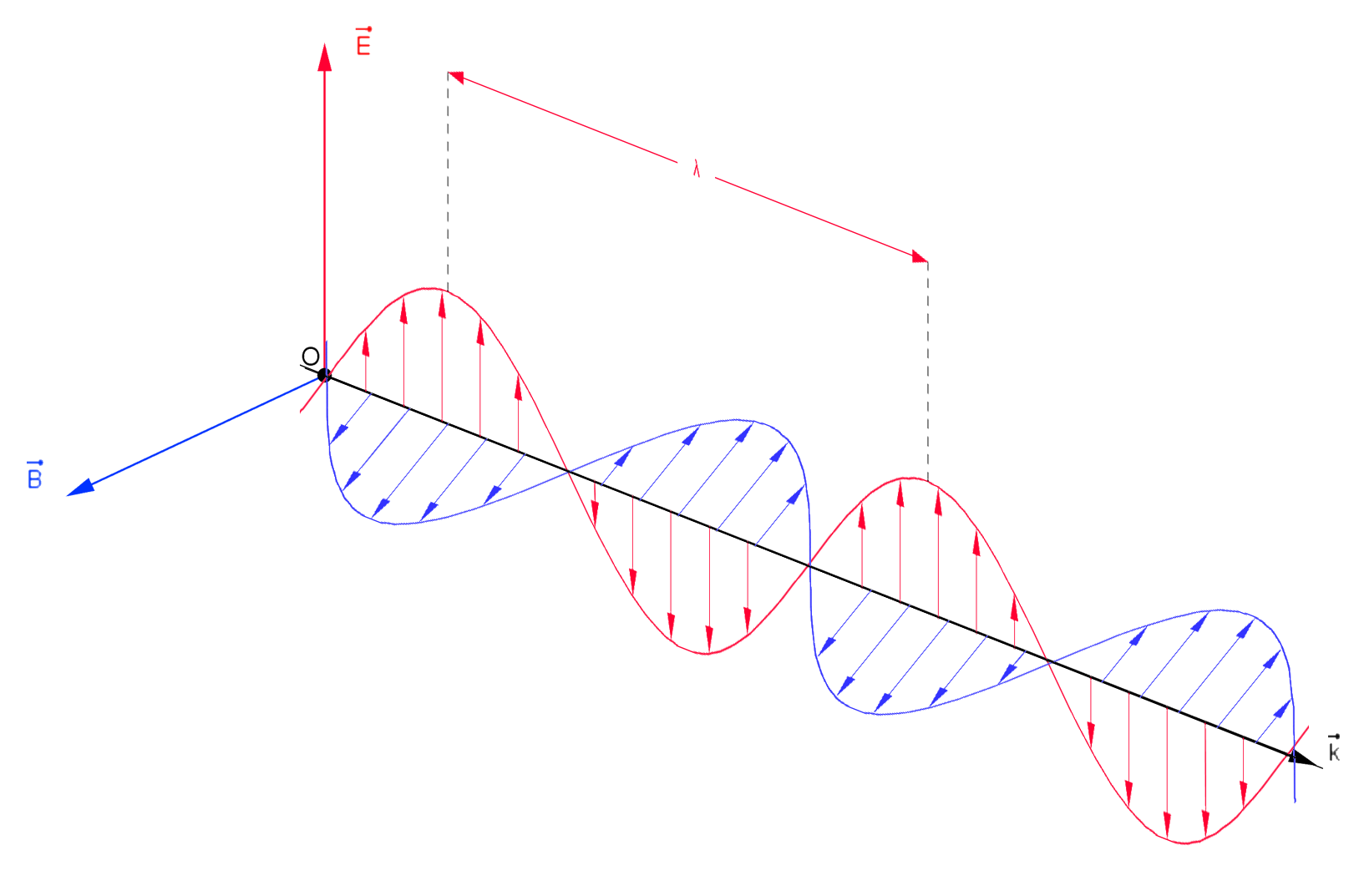
電磁波是橫波，電場方向與磁場方向相互垂直，又都垂直於傳播方向。

波是由很多前後相繼的波峰和波谷所組成，兩個相鄰的波峰或波谷之間的距離稱為波長。電磁波的波長有很多不同的尺寸，從非常長的無線電波（有一個足球場那麼長）到非常短的伽馬射線（比原子半徑還短）:890。
描述光波的一個很重要的物理參數是頻率。一個波的頻率是它的振盪率，國際單位制單位是赫茲。每秒鐘振盪一次的頻率是一赫茲。頻率與波長成反比：
{\displaystyle v=\nu \lambda \,\!}；
其中，{\displaystyle v\,\!}是波速（在真空裏是光速；在其它介質裏，小於光速），{\displaystyle \nu \,\!}是頻率，{\displaystyle \lambda \,\!}是波長。
當波從一個介質傳播至另一個介質時，波速會改變，但是頻率不變:961。
干涉是兩個或兩個以上的波，疊加形成新的波樣式。假若這幾個電磁波的電場同方向，磁場也同方向，則這干涉是建設性干涉；反之，則是摧毀性干涉:959-962。
電磁波的能量，又稱為輻射能。這能量，一半儲存於電場，另一半儲存於磁場。用方程式表達:897-899：
{\displaystyle u={\frac {1}{2\mu _{0}}}B^{2}+{\frac {\epsilon _{0}}{2}}E^{2}\,\!}；
其中，{\displaystyle u\,\!}是單位體積的能量，{\displaystyle E\,\!}是電場數值大小，{\displaystyle B\,\!}是磁場數值大小，{\displaystyle \epsilon _{0}\,\!}是電常數，{\displaystyle \mu _{0}\,\!}是磁常數。

### 傳播速度
呈加速運動的電荷或隨著時間而變化的電磁場，會產生電磁波。在自由空間裏，電磁波以光速傳播。準確的計算其物理行為必須引用推遲時間的概念。這會增加電場和磁場的表達式的複雜程度（參閱傑斐緬柯方程式）。這些多加的項目詳細地描述電磁波的物理行為。當任意一根導線（或別種導電體，像天線）傳導交流電的時候，同頻率的電磁波也會被發射出來。
電磁波必然遵守一條定則：不管觀察者的速度有多快或多慢，相對於觀察者，電磁波永遠以光速傳播於真空。愛因斯坦從這洞察發展出狹義相對論，成為狹義相對論的第二條基本原理。
在其它不同於真空的介質內，電磁波傳播的速度會小於光速。一個介質的折射率{\displaystyle n\,\!}是光速{\displaystyle c\,\!}與電磁波傳播於介質的速度{\displaystyle v\,\!}的比例：
{\displaystyle n=c/v\,\!}。

## 電磁波譜
按照波長長短，從長波開始，電磁波可以分類為無線電波、微波、紅外線、可見光、紫外線、X-射線和伽馬射線等等。普通實驗使用的光譜儀就足以分析從2  奈米到2500 奈米波長的電磁波。使用這種儀器，可以得知物體、氣體或甚至恆星的詳細物理性質。這是天文物理學的必備儀器。例如，因為超精細分裂，氫原子會發射波長為21.12公分的無線電波。
人類眼睛可以觀測到波長大約在400 奈米和700  奈米之間的電磁波，稱為『可見光』。
每一種電極性分子，會對應著某些特定頻率的微波，使得電極性分子隨著振蕩電場一起旋轉，這機制稱為電介質加熱（dielectric heating）。由於這種機制（不是熱傳導機制），電極性分子會吸收微波的能量。微波爐就是應用這運作原理，通過水分子的旋轉，更均勻地將食物加熱，減少等候時間。

## 从电磁理论推导
馬克士威方程組可以描述電磁波的普遍物理现象。在自由空間裏，源項目等於零（源電荷等於零，源電流等於零）。除了沒有任何事發生的解以外（電場和磁場都等於零），方程式仍舊允許不簡單的解，電場和磁場隨著時間和位置變化。採用國際單位制，處於自由空間狀況的馬克士威方程組表達為
{\displaystyle \nabla \cdot \mathbf {E} =0\,\!}、（1）
{\displaystyle \nabla \times \mathbf {E} =-{\frac {\partial \mathbf {B} }{\partial t}}\,\!}、（2）
{\displaystyle \nabla \cdot \mathbf {B} =0\,\!}、（3）
{\displaystyle \nabla \times \mathbf {B} =\mu _{0}\epsilon _{0}{\frac {\partial \mathbf {E} }{\partial t}}\,\!}；（4）
其中，{\displaystyle \mathbf {E} \,\!}是電場，{\displaystyle \mathbf {B} \,\!}是磁場，{\displaystyle \epsilon _{0}\,\!}是真空電容率，{\displaystyle \mu _{0}\,\!}是真空磁導率。
滿足上述條件的一個解是{\displaystyle \mathbf {E} =\mathbf {B} =\mathbf {0} \,\!}，然而這是一個平庸解，並沒有甚麼有意思的物理意義。若想得到有意思的解答，必須稍做一些運算。取公式（2）的旋度，
{\displaystyle \nabla \times \left(\nabla \times \mathbf {E} \right)=\nabla \times \left(-{\frac {\partial \mathbf {B} }{\partial t}}\right)\,\!}。（5）
應用一個向量恆等式，再將公式（1）代入，則可得到：
{\displaystyle \nabla \times \left(\nabla \times \mathbf {E} \right)=\nabla \left(\nabla \cdot \mathbf {E} \right)-\nabla ^{2}\mathbf {E} =-\nabla ^{2}\mathbf {E} \,\!}。（6）
應用公式（4），公式（5）右邊變為
{\displaystyle \nabla \times \left(-{\frac {\partial \mathbf {B} }{\partial t}}\right)=-{\frac {\partial }{\partial t}}\left(\nabla \times \mathbf {B} \right)=-\mu _{0}\epsilon _{0}{\frac {\partial ^{2}\mathbf {E} }{\partial t^{2}}}\,\!}。（7）
將公式（6）和（7）代回公式（5），可以得到電場的波動方程式：
| {\displaystyle \nabla ^{2}\mathbf {E} =\mu _{0}\epsilon _{0}{\frac {\partial ^{2}\mathbf {E} }{\partial t^{2}}}\,\!}。 |
使用類似的方法，可以得到磁場的波動方程式：
| {\displaystyle \nabla ^{2}\mathbf {B} =\mu _{0}\epsilon _{0}{\frac {\partial ^{2}\mathbf {B} }{\partial t^{2}}}\,\!}。 |
這兩個方程式就是真空的電磁波方程式，描述傳播於真空的電磁波。更簡易地表達，
{\displaystyle \Box \mathbf {E} =0\,\!}、
{\displaystyle \Box \mathbf {B} =0\,\!}；
其中，{\displaystyle \Box =\nabla ^{2}-{\frac {1}{{v_{0}}^{2}}}{\frac {\partial ^{2}}{\partial t^{2}}}\,\!}是達朗白算符，{\displaystyle v_{0}={\frac {1}{\sqrt {\mu _{0}\epsilon _{0}}}}\,\!}是波動傳播的速度。
在自由空間裏，{\displaystyle v_{0}\,\!}是光速{\displaystyle c\,\!}。馬克士威方程組連結了三個基本物理量：真空電容率{\displaystyle \epsilon _{0}\,\!}、真空磁导率{\displaystyle \mu _{0}\,\!}和光速{\displaystyle c\,\!}。这组关系是在麦克斯韦的电动力学发展之前就由威廉·爱德华·韦伯与鲁道夫·科尔劳施发现，但麦克斯韦是首个创造与波在光速传播相一致的场论的人。
前面已經找到了兩個方程式。但是馬克士威方程組有四個方程式，所以，還有很多重要的訊息隱藏在這个方程式裏。思考一個一般的電場向量波動的解，
{\displaystyle \mathbf {E} =\mathbf {E} _{0}f\left(\mathbf {k} \cdot \mathbf {r} -\omega t\right)\,\!}；
其中，{\displaystyle \mathbf {E} _{0}\,\!}是常數振幅，{\displaystyle f(...)\,\!}是任意二次可微函數，{\displaystyle \mathbf {k} \,\!}是波向量，{\displaystyle \mathbf {r} _{0}\,\!}是位置向量，{\displaystyle \omega \,\!}是角頻率。
波動方程式{\displaystyle \Box \mathbf {f} =0\,\!}的通解是{\displaystyle f\left(\mathbf {k} \cdot \mathbf {r} -\omega t\right)\,\!}。也就是說，
{\displaystyle \nabla ^{2}f\left(\mathbf {k} \cdot \mathbf {r} -\omega t\right)={\frac {1}{{c_{0}}^{2}}}{\frac {\partial ^{2}}{\partial t^{2}}}f\left(\mathbf {k} \cdot \mathbf {r} -\omega t\right)\,\!}。
將電場的公式代入公式（1）：
{\displaystyle \nabla \cdot \mathbf {E} =\mathbf {k} \cdot \mathbf {E} _{0}f'\left(\mathbf {k} \cdot \mathbf {r} -\omega t\right)=0\,\!}。
只要電場垂直於波向量（波動傳播的方向），這函數形式的電場必定滿足馬克士威方程組：
{\displaystyle \mathbf {E} \cdot \mathbf {k} =0\,\!}。
再將電場的公式代入公式（2）：
{\displaystyle \nabla \times \mathbf {E} ={\hat {\mathbf {k} }}\times \mathbf {E} _{0}f'\left(\mathbf {k} \cdot \mathbf {r} -\omega t\right)=-{\frac {\partial \mathbf {B} }{\partial t}}\,\!}。
所以，電場與其對應磁場的關係為：
{\displaystyle \mathbf {B} ={\frac {1}{\omega }}\mathbf {k} \times \mathbf {E} \,\!}。
在自由空間內，電磁波不只是有以光速傳播的性質，電磁波的電場部分和磁場部分有特定的相對定向、相對大小。它們之間的相位一樣。電場，磁場，波動傳播的方向，都互相垂直於對方。波動傳播的方向是{\displaystyle \mathbf {E} \times \mathbf {B} \,\!}。
從電磁波傳播的方向看去，電場或許是以上下的方式震盪，而磁場以左右的方式震盪。但若將這圖樣旋轉90度，則電場以左右的方式震盪，而磁場以上下的方式震盪，而波動傳播的方向仍舊相同。這是波動方程式的另一種解答。對於波動同樣傳播的方向，這定向的任意性現象稱為偏振。